# Mr. Billy Higgins
Mr. Billy Higgins – album amerykańskiego perkusisty jazzowego Billy’ego Higginsa, wydany w 1985 roku przez Riza Records.

## Lista utworów
Opracowano na podstawie materiału źródłowego.
Wydanie LP
Strona A
| Nr | Tytuł utworu          | Muzyka            | Długość |
| -- | --------------------- | ----------------- | ------- |
| 1. | „Dance of the Clones” | William Henderson | 9:03    |
| 2. | „John Coltrane”       | Bill Lee          | 12:15   |
|    |                       |                   | 21:18   |

Strona B
| Nr | Tytuł utworu        | Muzyka    | Długość |
| -- | ------------------- | --------- | ------- |
| 1. | „Morning Awakening” | Gary Bias | 12:00   |
| 2. | „Humility”          | Bias      | 4:58    |
| 3. | „East Side Stomp”   | Bias      | 5:23    |
|    |                     |           | 22:21   |

## Twórcy
Opracowano na podstawie materiału źródłowego.
Muzycy:
- Billy Higgins – perkusja
- Gary Bias – saksofon sopranowy, saksofon altowy, saksofon tenorowy
- William Henderson – fortepian
- Tony Dumas – kontrabas

Produkcja:
- Billy Higgins, James Saad – produkcja muzyczna
- James Saad – inżynieria dźwięku